# Terminalia igaratensis
A Terminalia igaratensis é uma árvore brasileira nativa da Mata Atlântica, encontrada apenas no estado de São Paulo. Seu nome deriva do local de sua descoberta, Igaratá.
Foi descrita em 1981 a partir de um espécime coletado em Santa Isabel (São Paulo), em área de vegetação degradada. Antes disso, reporta-se apenas duas coletas, uma em São Miguel Arcanjo (São Paulo) e outra em local desconhecido.
Provém de habitat em declínio acentuado devido à agricultura de chá, banana e, mais recentemente eucalipto.
Provavelmente foi usada como madeira.